# David Dhawan
Pour les articles homonymes, voir Dhawan.
David Dhawan, né à Agartala le 16 août 1955, frère cadet de l'acteur Anil Dhawan, est un réalisateur, scénariste et monteur indien.

## Filmographie
- 1980 : Oh Bewafa, de Sawan Kumar - monteur
- 1981 : Saajan Ki Saheli, de Sawan Kumar - monteur
- 1983 : Souten, de Sawan Kumar - monteur
- 1984 : Farishta, de Sunil Sikand, avec Ashok Kumar - monteur
- 1984 : Saaransh, de Mahesh Bhatt, avec Rohini Hattangadi et Anupam Kher - monteur
- 1984 : Laila, de Sawan Kumar, avec Sunil Dutt, Poonam Dhillon et Anil Kapoor - monteur
- 1985 : Jaan Ki Baazi, de Ajay Kashyap, avec Sanjay Dutt et Anita Raj - monteur
- 1986 : Saveray Wali Gaadi, de Bharathi Rajaa, avec Sunny Deol, Poonam Dhillon et Prem Chopra - monteur
- 1986 : Mera Haque, de Ajay Kashyap, avec Sanjay Dutt et Anita Raj - monteur
- 1986 : Karname Kamal Ke, de Mukul Anand, avec Dharmendra, Sunny Deol, Juhi Chawla et Amrish Puri - monteur
- 1986 : Naam, de Mahesh Bhatt, avec Nutan Behl, Kumar Gaurav et Sanjay Dutt - monteur
- 1987 : Naam O Nishan, de Ajay Kashyap, avec Shashi Kapoor, Sanjay Dutt et Amrita Singh - monteur
- 1987 : Insaaf, de Mukul Anand, avec Vinod Khanna et Dimple Kapadia - monteur
- 1988 : Hum Farishte Nahin, de Jatin Kumar, avec Raj Babbar et Om Puri - monteur
- 1989 : Taaqatwar, avec Sanjay Dutt, Govinda, Anita Raj et Neelam - réalisateur, scénariste et monteur
- 1989 : Gola Barood - réalisateur
- 1989 : Aandhiyan, avec Prasenjit Chatterjee et Anil Dhawan - réalisateur
- 1990 : Aag Ka Gola, avec Sunny Deol et Dimple Kapadia - réalisateur et monteur
- 1990 : Swarg, avec Rajesh Khanna, Govinda et Juhi Chawla - réalisateur et monteur
- 1992 : Shola Aur Shabnam, avec Govinda - réalisateur et monteur
- 1992 : Bol Radha Bol, avec Rishi Kapoor et Juhi Chawla - réalisateur
- 1993 : Aankhen, avec Govinda et Chunky Pandey - réalisateur
- 1994 : Eena Meena Deeka, avec Vinod Khanna et Rishi Kapoor- réalisateur
- 1994 : Andaz, avec Anil Kapoor, Juhi Chawla et Karisma Kapoor - réalisateur
- 1994 : Raja Babu, avec Govinda et Karisma Kapoor - réalisateur
- 1995 : Coolie No. 1, avec Govinda et Karisma Kapoor - réalisateur
- 1995 : Yaraana, avec Rishi Kapoor et Madhuri Dixit - réalisateur
- 1996 : Saajan Chale Sasural, avec Govinda, Karisma Kapoor et Tabu - réalisateur
- 1996 : Loafer (en), avec Anil Kapoor et Pramod Muthu - réalisateur
- 1997 : Judwaa, avec Salman Khan, Karisma Kapoor et Rambha - réalisateur
- 1997 : Banarasi Babu, avec Govinda, Ramya Krishnan et Kader Khan - réalisateur
- 1997 : Hero No. 1, avec Govinda, Karisma Kapoor et Kader Khan - réalisateur
- 1997 : Deewana Mastana, avec Anil Kapoor, Govinda et Juhi Chawla - réalisateur
- 1997 : Mr. & Mrs. Khiladi, avec Akshay Kumar et Juhi Chawla - réalisateur
- 1998 : Gharwali Baharwali, avec Anil Kapoor, Rambha et Raveena Tandon - réalisateur
- 1998 : Bade Miyan Chote Miyan, avec Amitabh Bachchan et Govinda - réalisateur
- 1999 : Biwi No. 1, avec Anil Kapoor, Salman Khan, Karisma Kapoor, Sushmita Sen et Tabu - réalisateur
- 1999 : Haseena Maan Jaayegi, avec Sanjay Dutt, Govinda et Karisma Kapoor - réalisateur
- 2000 : Kunwara, avec Govinda et Urmila Matondkar - réalisateur
- 2000 : Dulhan Hum Le Jayenge, avec Salman Khan, Karisma Kapoor, Om Puri et Anupam Kher - réalisateur et monteur
- 2000 : Chal Mere Bhai, avec Sanjay Dutt, Salman Khan et Karisma Kapoor - réalisateur
- 2001 : Jodi No.1, avec Sanjay Dutt, Govinda et Twinkle Khanna - réalisateur et monteur
- 2001 : Kyon Kii... Main Jhoot Nahin Bolta, avec Govinda, Sushmita Sen et Anupam Kher - réalisateur et scénariste
- 2002 : Hum Kisi Se Kum Nahin, avec Amitabh Bachchan, Sanjay Dutt, Ajay Devgan et Aishwarya Rai - réalisateur et monteur
- 2002 : Yeh Hai Jalwa, avec Rishi Kapoor, Salman Khan et Amisha Patel - réalisateur et monteur
- 2002 : Chor Machaaye Shor, avec Bobby Deol, Shekhar Suman, Shilpa Shetty et Bipasha Basu - réalisateur et monteur
- 2003 : Ek Aur Ek Gyarah: 1 + 1 = 11, avec Sanjay Dutt, Govinda et Amrita Arora - réalisateur et monteur
- 2004 : Mujhse Shaadi Karogi, avec Salman Khan, Akshay Kumar, Priyanka Chopra et Amrish Puri - réalisateur
- 2005 : Maine Pyaar Kyun Kiya?, avec Salman Khan, Sushmita Sen, Katrina Kaif et Sohail Khan - réalisateur
- 2005 : Shaadi No. 1, avec Sanjay Dutt, Fardeen Khan, Zayed Khan et Esha Deol
- 2006 : Amar Akbar Anthony, avec Salman Khan, Sohail Khan et Arbaaz Khan	 - réalisateur
- 2007 : Partner (en), avec Govinda, Salman Khan et Lara Dutta	- réalisateur